# Уймень (село)
Уймень (рос. Уймень) — село Чойського району, Республіка Алтай Росії. Входить до складу Уйменського сільського поселення.
Населення — 397 осіб (2015 рік).